# Runrig
Runrig var et skotsk keltisk rockband, der blev dannet på Skye i 1973 under navnet 'The Run Rig Dance Band'. Siden begyndelsen har gruppens sammensætning bestået af sangskriverne Rory Macdonald og Calum Macdonald. De nuværende medlemmer inkluderer også Malcolm Jones, Iain Bayne samt Bruce Guthro og Brian Hurren. Til dato har bandet udgivet 14 studiealbums, og en del af deres sange er blevet sunget på skotsk gælisk.
Oprindeligt blev det dannet som et tremandsband, der spillede til bryllupsreceptioner
Runrigs musik bliver ofte beskrevet som en blanding af folkemusik og rock. Gruppens tekster omhandler ofte bestemte steder, historie, politik og mennesker, der er unikke for Skotland. Sangene har også referencer til landbrug og religion.
Siden 1999 har bandet opnået popularitet i Canada, efter at Guthro, der stammer fra Nova Scotia, blev en del af gruppen. I 2016 annoncerede bandet, at de ville stoppe med at indspille nyt efter udgivelsen af deres fjortende studiealbum, The Story og annoncerede at deres sidste turne The Final Mile i 2017. I august 2018 optrådte Runrig med deres sidste show på deres afskedsturné med titlen The Last Dance i Stirling City Park lige neden for Stirling Castle. Omkring 52.000 fans overværede The Last Dance.

## Historie
Runrig blev dannet i 1973 af de to brødre Rory og Calum Macdonald og deres ven Blair Douglas. I begyndelsen spillede de ved bryllupsreceptioner, men trioens første forestilling foregik i Kelvin Hall i Glasgow.
I 1974 blev Donnie Munro medlem af bandet som forsanger, og de begyndte at give koncerter uden for Skye, hvor gruppen var startet. I slutningen af samme år forlod Blair Douglas bandet og blev erstattet af Robert MacDonald. Bandet forsatte med denne besætning frem til 1978, hvor Robert MacDonald igen forlod bandet og blev erstattet af Blair Douglas, som vendte tilbage, samt Malcolm Jones, som blev den nye guitarist.
I 1978 udgav gruppen deres første album, Play Gaelic. Alle sangene på dette album var, som navnet antyder, på gælisk, og musikken var stort set akustisk. Albummet blev genudgivet i 1990. I 1979 kom albummet The Highland Connection, som blev udgivet på gruppens eget pladeselskab, Ridge Records. På dette album afveksler smukke ballader med numre domineret af klagende, elektriske guitarer. På dette album findes blandet for første gang en version af den skotske folkemelodi "Loch Lomond". Senere skulle denne melodi, i en anden indspilning, blive gruppen signatursang, og i mange år var det afslutningsnummeret på gruppens koncerter. I dag spilles den typisk som ekstranummer ved koncerter, men ikke nødvendigvis som det sidste. I 1979 forlod Douglas igen bandet for at starte en solokarriere.
I 1981 kom trommeslageren Iain Bayne med i bandet sammen med keyboard spilleren Richard Chearns. Samme år fik gruppen sit store gennembrud med albummet Recovery, som var et tematisk album, der behandlede Skotlands gæliske samfund. I 1982 udgav bandet sin første single, som var en genindspilning af "Loch Lomond", og med denne begyndte kendskabet til bandet at brede sig udenfor det skotske højland. I 1984 skrev de kontrakt med et lille pladeselskab, Simple Records, og det var ved at gøre det af med gruppen. De udgav to singler på dette pladeselskab, A Dance Called America, som på grund af tekniske problemer med et skadet master-bånd kom til at lyde falsk, og Skye, som blev arrangeret på en måde, der skuffede både bandet selv og mange fans. En længere version af Skye blev senere genudgivet på et opsamlingsalbum, fra Alba Records, A Feast of Scottish Folk Music, volume 1, sammen med en version af Lifeline, og det gæliske nummer "Na H-uain as T-Earrach", som have været B-side på A Dance Called America.
Herefter ophørte samarbejdet med Simple Records, og bandet vendte tilbage til Ridge Records. Som producer ansatte bandet Chris Harley, der tidligere havde været sanger i gruppen Alan Parsons Project. Med ham som producer kom Runrig ud på det store marked med albummet Heartland fra 1985, og i 1987 udgav de det første album på et stort pladeselskab Chrysalis Records, The Cutter and the Clan. Chearns var med i fem år og forlod bandet i 1986, hvor han blev erstattet af Peter Wishart. Med denne besætning spillede bandet i 11 år indtil 1997, hvor Donnie Munro forlod gruppen for at gå ind i politik. Efter at have skiftet pladeselskab fik bandet voksende succes i England, og de næste 10 år fra 1987 til 1997 er Runrigs mest succesfulde periode, hvor de havde adskillige hitlisteplaceringer i England.
I perioden 1991 til 1994 havde han parallelt med sit arbejde i gruppen fungeret som Lord Rector of Edinburgh University. På dette tidspunkt overvejede bandet, om de skulle fortsætte. Munros sang og sangskrivning var en væsentlig del af bandets image, men efter at have truffet den canadiske sanger og sangskriver Bruce Guthro besluttede man at fortsætte med Guthro som ny forsanger.
Udskiftningen af Munro med Guthro delte Runrigs fans i to grupper. Den ene gruppe mente, at tabet af Munro, som dels havde en meget markant stemme og dels kunne synge på gælisk, hvad Guthro ikke kunne, ville være ødelæggende for gruppen. Den anden gruppe mente, at Guthro, som havde en noget lysere stemme end Munro, ville give gruppen nogle musikalske udviklingsmuligheder, som de ikke ville have haft med Munro som forsanger. I dag varetager primært Rory MacDonald de gæliske tekster, men også Guthro synger enkelte numre på gælisk.
Albummet Proterra vandt prisen som Årets udenlandske folk-album ved Danish Music Awards Folk i 2004.
Bandets popularitet i England er dalet noget siden 1997, men til gengæld er den vokset andre steder, ikke mindst i Danmark, hvor bl.a. albummet Everything You See fra 2007 blev nummer et på albumhitlisten samme uge, som det udkom. Bandet giver også stadig masser af koncerter i England, Danmark og Tyskland og – naturligvis – Skotland. Der holdt de i 2004 deres 30 års jubilæumskoncert ved Stirling Castle, som blev udsendt som CD og DVD.
I 2001 forlod også Peter Wishart gruppe, da han blev valgt som parlamentsmedlem for partiet Scottish National Party. Wishart blev genvalgt i 2005. I bandet blev Wishart afløst af Brian Hurren som keyboardspiller.

## Medlemmer

### Nuværende medlemmer
- Rory Macdonald (1973–nu)
  - Født: 27/07/1949
  - Oprindelse: Dornoch, Sutherland, Skotland
  - Instrumenter: basguitar, vokal

- Calum Macdonald (1973–nu)
  - Født: 12/11/1953
  - Oprindelse: Lochmaddy, North Uist, Skotland
  - Instrumenter: percussion

- Malcolm Jones (1978–nu)
  - Født: 12/07/1959
  - Oprindelse: Inverness, Skotland
  - Instrumenter: guitar, sækkepibe, accordion

- Iain Bayne (1980–nu)
  - Født: 01/01/1960
  - Oprindelse: St Andrews, Skotland
  - Instrumenter: Trommer

- Bruce Guthro (1998–2023)
  - Født: 31/08/1961
  - Død: 05/09/2023
  - Oprindelse: Cape Breton Island, Nova Scotia, Canada
  - Instrumenter: Forsanger, guitar

- Brian Hurren (2001–nu)
  - Født: 09/10/1980
  - Oprindelse: Falkirk, Skotland
  - Instrumenter: keyboard

### Tidligere medlemmer
- Blair Douglas (1973–1974, 1978–1979)
  - Instrumenter: accordion, keyboard

- Donnie Munro (1974–1997)
  - Født: 02/08/1953
  - Oprindelse: Uig, Skye, Skotland
  - Instrumenter: forsanger, guitar

- Robert Macdonald (1974–1978)
  - Instrumenter: accordion

- Campbell Gunn (1976)
  - Instrumenter: vokal

- Richard Cherns (1981–1986)
  - Instrumenter: keyboard

- Peter Wishart (1986–2001)
  - Født: 09/03/1962
  - Oprindelse: Dunfermline, Skotland
  - Instrumenter: keyboard

## Diskografi

### Studiealbums
- Play Gaelic (1978)
- The Highland Connection (1979)
- Recovery (1981)
- Heartland (1985)
- The Cutter and the Clan (1987)
- Searchlight (1989)
- The Big Wheel (1991)
- Amazing Things (1993)
- Mara (1995)
- In Search of Angels (1999)
- The Stamping Ground (2001)
- Proterra (med Paul Mounsey) (2003)
- Everything You See (2007)
- The Story (2016)

### Livealbums
- Once in a Lifetime (1988)
- Transmitting Live (1994)
- Live at Celtic Connections 2000 (2000)
- Day of Days (2004)
- Year of the Flood (2008)
- Party on the Moor (3 CD Boxsæt) (31. marts 2014)

### Opsamlingsalbums
- Recovery: The Best of Runrig (1989)
- The Best of Runrig: Long Distance (1996)
- The Gaelic Collection 1973-1998 (Double CD)(1998)
- The Best: Thirty Year Journey (2005)
- 50 Great Songs (2010)

Desuden er der udgivet et antal lokalt udsendte opsamlingsalbums, fx Scotland's Pride, Runrig's Best og Scotland's Glory – Runrig's Ballads

### Live DVD'er
- City of Lights (1990)
- Wheel in Motion (1991)
- Air an Oir (1993)
- Live at Stirling Castle: Donnie Munro's Farewell (1997)
- Live in Bonn (1998)
- Day of Days - The 30th Anniversary Concert (2004)
- Mod for Rockers (2006)
- Year of the Flood (Beat The Drum) (2008)
- Party on the Moor - 2 DVD (31. marts 2014)